# Juan Quintero Fletcher
Juan Sebastián Quintero Fletcher (Cáli, Colômbia, 23 de março de 1995) é um futebolista colombiano que joga como zagueiro. Atualmente joga pelo Deportivo Pereira.

## Carreira

### Deportivo Cali
Quintero começou sua carreira na base do Deportivo Cali, sendo uma de suas principais revelações, portando a braçadeira de capitão em todas as divisões e conquistando títulos nacionais e internacionais para as divisões de base do Cali.
Saiu do clube em dezembro de 2018 e tornou-se um jogador livre.

### Sporting de Gijón
Em 2 de agosto de 2017, o Sporting de Gijón anunciou a contratação por empréstimo de Quintero, com uma opção de compra de seus direitos federativos. Devido a problemas físicos de Jean-Sylvain Babin na pré-temporada, Quintero fez sua estreia com a equipe principal em 19 de agosto, no empate de 0 a 0 contra o Alcorcón pela primeira rodada da La Liga de 2017/2018. Sobre sua estreia, o jornal espanhol online El Desmarque sinalizou que:

Para o colombiano, a sua estreia pareceu afetar-lhe bastante, e se mostrou nervoso em algumas situações, chegando inclusive a deixar o Paco Herrera desesperado. Suas chuteiras também lhe pregaram peças, fazendo com que ele escorregasse em três ocasiões, deixando a zaga desfalcada por alguns momentos. Mesmo assim, Paco Herrera comentou na coletiva de imprensa que "Tive dúvidas quando ele chegou. Com o jogo de hoje, quase todas foram esclarecidas".
O contrato de empréstimo de Quintero com o Gijón terminou em junho de 2018, e no dia 19 de junho, ele disse que:

Me surpreendi muito porque sempre vi o estádio cheio e fui bem recebido em Gijón pelos torcedores (...) Foi um dos melhores anos na minha carreira esportiva. Aprendi muito no Sporting Gijón.

### Fortaleza
Em 19 de março de 2019, o Fortaleza anunciou a sua contratação, assinando por 2 anos.
Em 23 de março de 2020, Quintero renovou o seu contrato até dezembro de 2022 e seu salário foi aumentado em 50%. Esteve frequentemente no onze titular da equipe - apesar de ter perdido algumas rodadas do Brasileirão de 2020 por causa de uma sucessão de lesões. Mas, após a chegada de Juan Pablo Vojvoda em maio de 2021, perdeu espaço na equipe e jogou apenas 13 partidas na temporada de 2021. E finalmente, em fevereiro de 2022, ele foi informado de que o Fortaleza não contava com ele para a temporada.
Deixou a equipe em dezembro, por causa da finalização de seu contrato; jogou 96 partidas, marcando 2 gols.

#### Juventude
Em 16 de agosto de 2021, o Juventude contratou o jogador, assinando um empréstimo de um ano.

#### Vasco
Em 18 de fevereiro de 2022, o Vasco anunciou a contratação por empréstimo de um ano de Quintero.

### Deportivo Pereira
Em 30 de março de 2024, o Deportivo Pereira anunciou a contratação de Quintero. Fez sua estreia na 12ª rodada da Liga BetPlay 2023-I, num empate de 1 a 1 contra o Atlético Bucaramanga.
Durante sua estadia na 'Matecaña', Quintero jogou 37 partidas e marcou 1 gol. Ao final do ano, era um dos 20 jogadores do Deportivo Pereira que não tiveram seus contratos renovados.
Após sua saída do Pereira, o Deportivo Cali se aproximou de Quintero e negociou sua contratação. Ela estava próxima de ser oficializada, mas a administração do clube anulou sua contratação pelo fato de seu pai ser membro dessa mesma administração.

### Vila Nova
Em 25 de janeiro de 2024, o Vila Nova anunciou a contratação de Quintero por um ano. No dia 4 de fevereiro, fez sua estreia pelo clube aos 45 mimnutos do 2º tempo de um empate por 0 a 0, contra o rival Goiás, pela 6º rodada do Campeonato Goiano.

## Estatísticas
Atualizado até 9 de julho de 2022.

### Clubes
| Equipe            | Temporada         | Campeonato nacional | Campeonato nacional | Campeonato nacional | Copa nacional[a] | Copa nacional[a] | Copa nacional[a] | Competições continentais[b] | Competições continentais[b] | Competições continentais[b] | Outros torneios[c] | Outros torneios[c] | Outros torneios[c] | Total | Total | Total   |
| Equipe            | Temporada         | Jogos               | Gols                | Assist.             | Jogos            | Gols             | Assist.          | Jogos                       | Gols                        | Assist.                     | Jogos              | Gols               | Assist.            | Jogos | Gols  | Assist. |
| ----------------- | ----------------- | ------------------- | ------------------- | ------------------- | ---------------- | ---------------- | ---------------- | --------------------------- | --------------------------- | --------------------------- | ------------------ | ------------------ | ------------------ | ----- | ----- | ------- |
| Fortaleza         | 2019              | 37                  | 1                   | 0                   | 2                | 0                | 0                | —                           | —                           | —                           | 17                 | 1                  | 0                  | 56    | 2     | 0       |
| Fortaleza         | 2020              | 14                  | 0                   | 0                   | 0                | 0                | 0                | 1                           | 0                           | 0                           | 12                 | 0                  | 0                  | 27    | 0     | 0       |
| Fortaleza         | 2021              | 1                   | 0                   | 0                   | 2                | 0                | 0                | —                           | —                           | —                           | 10                 | 0                  | 0                  | 13    | 0     | 0       |
| Fortaleza         | Total             | 52                  | 1                   | 0                   | 4                | 0                | 0                | 1                           | 0                           | 0                           | 39                 | 1                  | 0                  | 96    | 2     | 0       |
| Juventude         | 2021              | 11                  | 0                   | 0                   | —                | —                | —                | —                           | —                           | —                           | —                  | —                  | —                  | 11    | 0     | 0       |
| Juventude         | Total             | 11                  | 0                   | 0                   | —                | —                | —                | —                           | —                           | —                           | —                  | —                  | —                  | 11    | 0     | 0       |
| Vasco da Gama     | 2022              | 16                  | 1                   | 0                   | 2                | 0                | 0                | —                           | —                           | —                           | 4                  | 0                  | 0                  | 22    | 1     | 0       |
| Vasco da Gama     | Total             | 16                  | 1                   | 0                   | 2                | 0                | 0                | —                           | —                           | —                           | 4                  | 0                  | 0                  | 22    | 1     | 0       |
| Total na carreira | Total na carreira | 79                  | 2                   | 0                   | 6                | 0                | 0                | 1                           | 0                           | 0                           | 39                 | 1                  | 0                  | 125   | 3     | 0       |

- a. ^ Jogos da Copa do Brasil
- b. ^ Jogos da Copa Sul-Americana
- c. ^ Jogos do Campeonato Cearense e Copa do Nordeste

## Títulos
Deportivo Cali
- Categoria Primera A: 2015
- Superliga da Colômbia: 2014

Fortaleza
- Campeonato Cearense: 2019, 2020, 2021
- Copa do Nordeste: 2019